# 이택근
이택근(李宅根, 1980년 7월 10일 ~ )은 전 KBO 리그 키움 히어로즈의 외야수이자, 현 SBS 스포츠의 야구 해설위원이다.

## 선수 시절

### 아마추어 시절
경남상업고등학교 시절 주 포지션은 포수였고 같은 고등학교 동기였던 투수 김사율과 배터리를 이루어 나란히 청소년 국가대표팀에 선출됐다. 1999년 신인 드래프트에서 현대 유니콘스의 2차 3라운드 지명을 받았으나 1999년에 고려대학교 체육교육학과에 입학했다.

### 현대 유니콘스시절
2003년에 포수로 입단하였다. 하지만 자리잡지 못하고 외야수로 전향했다. 2003년에 외야수와 1루수로 간간히 출장해 2할대 타율을 기록하며 가능성을 보여줬다. 이듬해 2004년에는 선수단 내의 입지를 못 잡아 2군에 머물렀으나 2005년 시즌 중·후반에 출장 기회를 가지기 시작해 3할대 타율을 기록해 주전 선수로 발전 가능성을 보였다. 2006년에는 팀의 중심 타자로 자리잡아 뛰어난 활약을 보였고, 이 해 골든 글러브를 수상하며 주전 중견수로 자리잡아 2007년에도 활약했다. 2006년 도하 아시안 게임을 통해 성인 국가대표팀에 데뷔했지만 동메달에 그쳤다.

### 서울 히어로즈시절
현대 유니콘스가 해체되고 선수단을 승계함에 따라 소속이 변동됐다. 이후 팀의 주전 중견수로 활약했고, 2008년 베이징 올림픽 국가대표팀에 선출돼 금메달 획득에 기여하고 병역을 해결했다. 2009년에도 팀의 주축 선수로 활약했는데 이 해 3할대 타율, 15홈런, 43도루를 기록했다. 2009년 시즌 후 2번째 골든 글러브를 수상했다. 2009년 시즌 후 무릎 수술을 받아 재활에 몰두했다.

### LG 트윈스시절
2010년에 이적할 당시 29번을 쓰고 있었던 페타지니가 재계약하지 않아 오랫동안 자신이 쓰던 29번을 계속 쓸 수 있었다. 이적 후 원래 포지션이었던 중견수는 이대형이 맡고 있어 다른 포지션으로도 출장했다. 1루수 수비가 주 포지션인 중견수 수비보다 떨어진다는 지적이 있었다. 그래서 정규 시즌 초 지명타자로 주로 출전했으나 7경기를 뛰고 허리 통증 때문에 2군으로 내려갔다. 이는 이적 전 무릎 수술을 받은 후 페이스를 끌어올리려다 무리한 탓에 생긴 허리 부상 때문이었다. 2010년 5월 25일 KIA전을 앞두고 1군에 복귀했다. 중견수로는 거의 나오지 못하고 1루수로 출전했고, 불안한 수비와 함께 시즌 내내 2할 초반대 타율로 빈타에 허덕이며 부진에 시달렸다. 결국 규정 타석에는 미달했지만 시즌 후반기에 타격 페이스를 끌어올려 타율 상승폭을 보였고, 결국 2010년 시즌을 3할 타율로 마무리해 6년 연속 3할 타율을 기록했다. 2011년에도 부상으로 제 역할을 하지 못해 좋은 모습을 보여주지 못했고, FA 선언 후 구단과 이견을 크게 보여 협상이 결렬됐다.

### 넥센 히어로즈복귀 &키움 히어로즈시절
LG 트윈스와 협상이 결렬된 후 2011년 11월 20일에 4년간 계약금 16억, 연봉 7억, 옵션 6억 등 총액 50억원의 조건으로 FA 계약을 맺고 복귀했다. 이에 LG 트윈스에서는 보상 선수로 경찰 야구단 입대가 확정된 투수 윤지웅을 지명했다. 2012년 4월 24일 LG 트윈스전에서 타석에 들어서자 LG 트윈스 팬들이 그를 향해 야유를 보냈으나 정중하게 인사하며 한때 몸담았던 팀에 대한 예의를 보였다. 2012 시즌 중 강병식의 뒤를 이어 팀의 주장이 됐으나 부상으로 잠시 2군에 머물러 94경기 출전에 그쳤다. 2013년에도 주장으로 선임됐고, 4시즌 만에 100경기 이상을 소화하며 2006년 현대 유니콘스 시절 및 팀의 재창단 이후 첫 포스트 시즌을 이끌었다.
2015년 시즌 105경기에 출전해 3할대 타율, 10홈런, 113안타, 44타점을 기록했다.
2016년에 FA 자격을 얻었으나 총액 4년 35억에 재계약하며 팀에 잔류했다.
2016년 4월 12일 kt전에서 팀 내 고척스카이돔 1호 홈런을 기록했다.
2017년 5월 18일 한화전에서 정우람을 상대로 KBO 리그 역대 최초 대타 끝내기 만루 홈런을 쳐내며 승리를 이끌었다.
2018년 4월 21일 한화전에서 박상원을 상대로 적시타를 쳐 내며 승리를 이끌었다.2018년에 3할대 타율을 기록했다. 2019년 시즌 전에 문우람 폭행 사건으로 인해 50경기 출장 정지 징계를 받았다.

## 트레이드 파동
- 2008년 11월 장원삼의 현금 트레이드 파동 이후 2009년 시즌이 끝난 뒤 그도 현금 트레이드 파동에 휩싸였는데, 히어로즈의 가입금 납부가 해결되면서 정식으로 트레이드가 승인되었다. 2009년 12월 30일 히어로즈가 KBO에 가입금을 완납하여 정식 구단 자격을 얻게 되자, 히어로즈는 그를 LG 트윈스로 보내고, LG에서 현금 25억원을 포함하여 포수 박도현과 외야수 강병우를 받아오는 현금 트레이드를 단행하였다.[9]

## 수상
- 2008년 하계 올림픽 금메달

## 국가대표 경력
- 2006년 도하 아시안 게임
- 2008년 베이징 올림픽
- 2009년 제 2회 WBC

## 트리비아
- 영화배우 윤진서와 열애한 적이 있으나 1년 여 만에 결별했다.[10] 이후 2013년 1월 18일 재일교포 2세이던 나카야 모에(한국명 김형경)와 일본 도쿄에서 결혼한다는 기사가 나왔으나 실제로 결혼하지 않은 것으로 확인됐다.[11]
- 강윤구, 박병호와 생일이 같다.

## 배우자
- '김연선'(2014년~)

## 별명
- 현대 시절부터 그의 이름과 발음이 비슷한 만화 영화 "로보트 태권 V"를 본뜬 택근 V(택근브이)[12]라고 불린다.
- 삼성 라이온즈 경기를 중계할 때마다 삼성 라이온즈의 승률이 높다는 이유로 삼택근이라는 별명을 얻었다.

## 출신 학교
- 배정초등학교
- 부산 대천중학교
- 경남상업고등학교
- 고려대학교 체육교육학과 99학번

## 통산 기록
| 연도 | 팀명     | 타율  | 경기 | 타수 | 득점 | 안타 | 2루타 | 3루타 | 홈런 | 루타 | 타점 | 도루 | 도실 | 볼넷 | 사구 | 삼진 | 병살 | 실책 |
| ---- | -------- | ----- | ---- | ---- | ---- | ---- | ----- | ----- | ---- | ---- | ---- | ---- | ---- | ---- | ---- | ---- | ---- | ---- |
| 2003 | 현대     | 0.278 | 101  | 212  | 26   | 59   | 11    | 0     | 4    | 82   | 17   | 2    | 3    | 11   | 13   | 35   | 3    | 5    |
| 2004 | 현대     | 0.211 | 41   | 57   | 9    | 12   | 1     | 0     | 2    | 19   | 8    | 0    | 2    | 5    | 2    | 11   | 1    | 1    |
| 2005 | 현대     | 0.331 | 71   | 139  | 20   | 46   | 9     | 0     | 2    | 61   | 14   | 2    | 1    | 19   | 8    | 22   | 1    | 4    |
| 2006 | 현대     | 0.322 | 118  | 419  | 58   | 135  | 21    | 2     | 9    | 187  | 66   | 8    | 6    | 45   | 9    | 51   | 6    | 2    |
| 2007 | 현대     | 0.313 | 116  | 438  | 74   | 137  | 15    | 1     | 11   | 187  | 56   | 6    | 1    | 39   | 11   | 41   | 10   | 5    |
| 2008 | 우리     | 0.317 | 110  | 372  | 59   | 118  | 19    | 1     | 12   | 175  | 58   | 18   | 6    | 48   | 4    | 44   | 10   | 6    |
| 2009 | 히어로즈 | 0.311 | 123  | 456  | 84   | 142  | 26    | 0     | 15   | 213  | 66   | 43   | 8    | 64   | 13   | 59   | 13   | 5    |
| 2010 | LG       | 0.303 | 91   | 337  | 66   | 102  | 17    | 1     | 14   | 163  | 50   | 14   | 6    | 38   | 4    | 55   | 10   | 6    |
| 2011 | LG       | 0.297 | 85   | 317  | 44   | 94   | 17    | 0     | 4    | 123  | 29   | 10   | 6    | 40   | 3    | 45   | 9    | 4    |
| 2012 | 넥센     | 0.275 | 94   | 345  | 54   | 95   | 20    | 1     | 8    | 141  | 55   | 13   | 8    | 31   | 3    | 30   | 10   | 11   |
| 2013 | 넥센     | 0.287 | 123  | 477  | 73   | 137  | 31    | 1     | 9    | 197  | 66   | 29   | 8    | 39   | 7    | 58   | 15   | 5    |
| 2014 | 넥센     | 0.306 | 122  | 441  | 87   | 135  | 32    | 1     | 21   | 232  | 91   | 11   | 8    | 51   | 13   | 43   | 10   | 5    |
| 2015 | 넥센     | 0.326 | 105  | 347  | 61   | 113  | 16    | 1     | 10   | 161  | 44   | 11   | 6    | 44   | 3    | 53   | 8    | 0    |
| 2016 | 넥센     | 0.309 | 127  | 398  | 64   | 123  | 19    | 1     | 8    | 168  | 65   | 7    | 4    | 53   | 3    | 56   | 11   | 1    |
| 2017 | 넥센     | 0.278 | 100  | 241  | 27   | 67   | 15    | 1     | 3    | 93   | 29   | 0    | 0    | 25   | 1    | 58   | 9    | 0    |
| 2018 | 넥센     | 0.308 | 104  | 308  | 40   | 95   | 25    | 1     | 4    | 134  | 52   | 1    | 0    | 32   | 9    | 44   | 14   | 2    |
| 2020 | 키움     | 0.193 | 20   | 57   | 5    | 11   | 5     | 0     | 0    | 16   | 7    | 0    | 0    | 7    | 0    | 21   | 1    | 0    |
| 통산 | 17시즌   | 0.302 | 1651 | 5361 | 851  | 1621 | 299   | 12    | 136  | 2352 | 773  | 175  | 73   | 591  | 106  | 726  | 141  | 52   |